# Ateneu llibertari
Un ateneu llibertari és una agrupació cultural i política d'ideologia llibertària o anarquista, sorgida de la tradició educativa del moviment obrer. Van néixer durant la revolució industrial, com a lloc de reunió per als obrers de tots els tipus per estudiar, opinar i parlar.
La seva proliferació durant el primer terç del segle xx, i especialment durant la Segona República Espanyola, es va veure afavorida en bona part per la manca d'infraestructures educatives oficials per a la classe treballadora. Els ateneus sorgeixen com a centres de difusió cultural i dinamitzadors de l'educació popular. Es van convertir en una escola per a milers de persones sense recursos per a poder pagar un ensenyament privat. A més l'ateneu llibertari era un focus d'expansió de les idees llibertàries, mitjançant els seus butlletins informatius, conferències i biblioteques de lliure accés. Aquest model associatiu va tenir gran èxit i prestigi entre els treballadors espanyols fins a la Guerra Civil espanyola.

## Funcionament
El funcionament dels ateneus sol ser assembleari. Es regeix per una assemblea on es proposen, debaten o prenen els acords. Aquesta horitzontalitat democràtica en la manera de funcionar s'oposa a la pràctica habitual de certs ateneus obrers antics, i d'alguns ateneus populars actuals, en les que existia o existeix una junta directiva que és la que pren les decisions. De la mateixa manera hi ha diferència quant a l'autonomia econòmica dels ateneus. Els més vinculats al moviment anarquista, són partidaris de l'autogestió total dels recursos i per a finançar-se recorren a activitats solidàries i a quotes; també fomenten l'okupació d'espais per a fer ateneus. Tanmateix, altres ateneus populars, que solen estar vinculats a organitzacions de l'esquerra, accepten subvencions.
Per acabar, encara que la cultura i l'oci són clares característiques de l'ateneu, se sol intentar que l'espai transcendeixi al mer entreteniment, convertint-se en lloc de trobada i debat per a la transformació social, essent utilitzat amb freqüència pels moviments socials i polítics de la zona. L'ateneu cerca arribar a la societat.